# ルドルフ・シャドウ
ルドルフ・シャドウ（Karl Zeno Rudolf (Ridolfo) Schadow、1786年7月9日 - 1822年1月31日)は、ドイツの彫刻家。彫刻家ヨハン・ゴットフリート・シャドウ（1764-1850）の息子である。

## 略歴

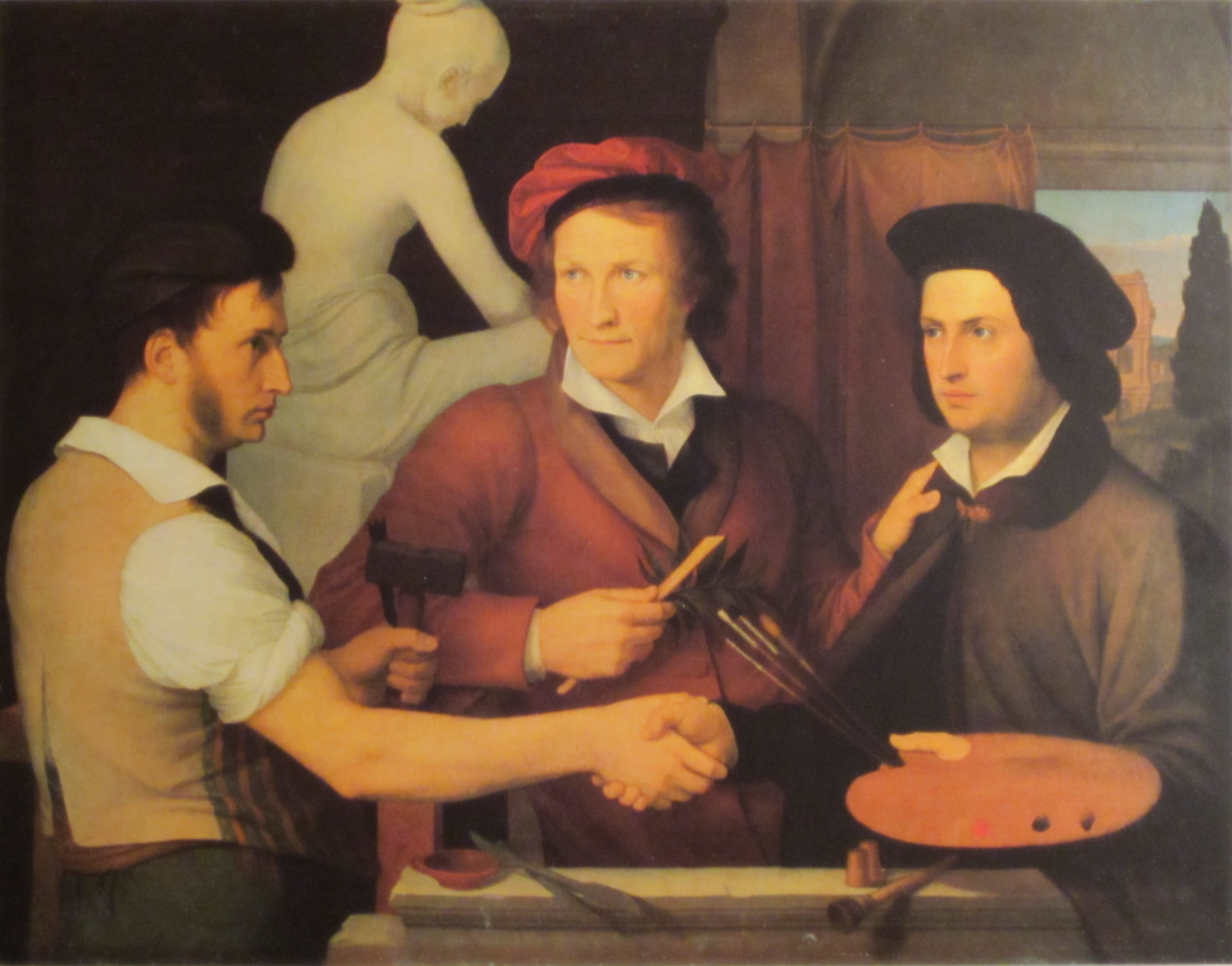
彫刻家トルバルセン(中央)とシャドウ兄弟、左がルドルフ。背景の彫刻はルドルフの『サンダルを履く女』
(画)F.W.シャドウ

ローマで、ベルリン出身の彫刻家ヨハン・ゴットフリート・シャドウの長男に生まれた。弟にフリードリッヒ・ヴィルヘルム・シャドウ、異母弟にフェリックス・シャドウがいる。ベルリンで育ち父親から美術教育を受けた。
1810年に弟のフリードリッヒ・ヴィルヘルムとローマに修行に出た。その後、彫刻家クリスティアン・ダニエル・ラウフ(Christian Daniel Rauch)のスタジオで学んだ。弟たちのフリードリッヒ・ヴィルヘルムとフェリックスは彫刻から絵画に転じたが、ルドルフは彫刻の道を進んだ。
1812年に最初の彫刻作品、「パリスの像」をベルリンのアカデミーに出展した。この作品にはローマ在住のデンマークの彫刻家ベルテル・トルバルセンの影響が見られる。ベルリンにしばらく戻った後、1812年にラウフと再びローマに移った。1814年にはカソリックに改宗した。1818年にはデュッセルドルフ美術アカデミーの教授となることを要請されたが、辞退してローマに残ることを選んだ。
1822年にローマで没した。36歳であった。

## 作品
- 「糸繰りする女性像」
- 「サンダルを履く女」
- 「鳩と女性」